# Хантсман, Бенджамин
Бенджамин Ге́нтсман (англ. Benjamin Huntsman; 4 июня 1704 года, Эпворт, Линкольншир, Англия — 20 июня 1776 года) — английский металлург, изобретатель тигельного способа производства литейной стали, по профессии часовщик.

## Биография
Родился в семье немецких переселенцев, которые переехали в Англию всего за несколько лет до его рождения. С 1725 года работал часовщиком в Донкастере. Также ремонтировал замки и даже работал хирургом, причём медицинскую помощь оказывал бесплатно.
Железо, которое можно было купить для изготовления пружин и маятников для часов, было плохого качества — оно было неоднородно по своему химическому составу из-за специфики его производства. Гентсман решил найти способ производства стали лучшего качества. Свои опыты он начал в Донкастере, но в 1740 году переехал в Хендсфорд, расположенный в нескольких милях к югу от Шеффилда и там продолжил свои опыты, держа их в тайне. Эксперименты продолжались в течение нескольких лет.
Гентсман переплавлял куски сварного железа и чугуна в присутствии определённого количества флюса. В течение долгого времени тигельная плавка была единственным способом получения литейной стали.
Когда Гентсман преуспел в своих опытах, он пытался убедить производителей Шеффилда использовать его сталь, однако те отказались, считая его сталь слишком трудно поддающейся ковке. Поэтому весь свой металл Гентсман экспортировал во Францию. Уже позже шеффилдские производители железных изделий заинтересовались методом получения стали и всячески пытались выведать его секрет. Гентсман не запатентовал свой способ и держал его в тайне. Все рабочие должны были держать метод в тайне, на его завод посторонние не допускались, а все работы проводились ночью. Однако одному из владельцев железоделательной мануфактуры, некоему Самуэлю Уокеру, всё-таки путём обмана удалось выведать секрет Гентсмана. По легенде Уокер, переодетый в нищего, появился поздно вечером у ворот литейной Гентсмана как раз тогда, когда его рабочие собирались начать работу, и получил разрешение погреться возле печи, после чего, притворившись спящим, увидел весь процесс. Мануфактура Уокера была второй, где начали производство литейной стали.
В 1770 году Гентсман перенес своё производство в село Аттерклифф неподалёку от Шеффилда, где прожил до конца жизни.
Королевское общество желало сделать Гентсмана своим членом, но он отклонил это предложение. По религиозным убеждениям Гентсман был квакером и поэтому не позволил сделать свой портрет.
Его сын, Уильям Гентсман (1733—1809), продолжил дело отца и даже расширил производство.